# Olivier Maurelli
Ne doit pas être confondu avec Olivier Maurel.
Olivier Maurelli, né le 22 juillet 1970, est un ancien joueur de handball français, évoluant au poste d'arrière gauche. À la fin de sa carrière sportive, il s’est reconverti en tant que préparateur physique, il a notamment été chargé de la préparation physique de l'AC Arles-Avignon (football) entre 2009 et 2013, du Montpellier Handball de 2006 à 2017 et de la Fédération française de volley depuis avril 2013.

## Biographie

### Parcours de joueur
Alors qu'il évolue à l'AS BTP Nice puis au SMUC Marseille Vitrolles, il est sélectionné en équipe de France jeunes.
Puis il participe à la progression de l'OM Vitrolles avec lequel il se forge un palmarès avec notamment le premier trophée européen pour un club de handball français, la Coupe des coupes en 1993. 
Subissant la concurrence sur son poste de Frédéric Volle, il rejoint en 1993 les Girondins de Bordeaux HBC où il décrochera notamment un titre de meilleur buteur du championnat de France en 1995. Cette même année, il prend la direction du Montpellier Handball, qui vient de remporter son premier titre de champion de France. Sur cette période, il est sélectionné 17 fois en équipe de France. 
Il retourne toutefois à Bordeaux en 1996 puis rejoint l'US Ivry en 1997 et l'USAM Nîmes Gard en 1998. En 2000, il quitte Nîmes pour l'Istres Sports où il met fin à sa carrière de joueur en 2002 blessures.

### Parcours de préparateur physique
Il s'est reconverti en préparateur physique, en créant une société dénommée Prepar, créée en 2006 avec un ami kiné. Il officie alors dans plusieurs sports en tant que préparateur physique, :
- Fédération française de karaté : 2004 – 2012 (Responsable de la Préparation Physique EdF Masculine Karaté kumite)
- AC Arles-Avignon Football : oct. 2009 – déc. 2013 (Responsable de la Préparation Physique)
- Montpellier Handball : 2006 – juin 2017 (Responsable de la Préparation Physique)
- Équipe cycliste AG2R La Mondiale : oct. 2018 – déc. 2019 (Préparateur physique)
- Fédération française de volley : depuis avril 2013 (Coordinateur national de la préparation physique)
- Équipe de France masculine de handball : depuis février 2020.

Préparateur physique de l'Équipe de France de volley-ball, il contribue à la victoire des Bleus en janvier 2020 lors du tournoi européen de qualification pour les Jeux olympiques de Tokyo. En février 2020, il est nommé préparateur physique de l'équipe de France masculine de handball du nouveau sélectionneur Guillaume Gille en vue du tournoi de qualification olympique qui devait initialement être disputé mi-avril.

## Palmarès

### Joueur
- Vainqueur de la Coupe d'Europe des vainqueurs de Coupe (1) : 1993
- Deuxième du Championnat de France (2) : 1992, 1993
- Vainqueur de la Coupe de France (1) : 1993
- meilleur buteur du Championnat de France 1994/95

### Ouvrages co-écrits
- Olivier Maurelli, Bruno Parietti, Marc Vouillot. L'Haltérophilie au service de la préparation physique. Éd. Amphora, 2015, ouvrage collectif.  (ISBN 978-2851809179)